# Fosfodiesterasa 6
La fosfodiesterasa 6 (PDE6) (EC 3.1.4.35) es una enzima que cataliza la reacción de hidrólisis del fosfato cíclico del guanosín monofosfato cíclico (cGMP). 
cGMP + H2O {\displaystyle \rightleftharpoons } GMP
Esta enzima es uno de los 11 tipos de fosfodiesterasas cíclicas conocidos (PDE1-PDE11).

## Isozimas
En el ser humano se conocen seis isozimas de esta proteína.
|                     | Fosfodiesterasa 6A | Fosfodiesterasa 6B | Fosfodiesterasa 6C | Fosfodiesterasa 6D | Fosfodiesterasa 6G | Fosfodiesterasa 6H                                  |
| ------------------- | ------------------ | ------------------ | ------------------ | ------------------ | ------------------ | --------------------------------------------------- |
| Símbolo             | PDE6A              | PDE6B              | PDE6C              | PDE6D              | PDE6G              | PDE6H                                               |
| Símbolo alternativo | PDEA               | PDEB               | PDEA2              | PDED               | PDEG               |                                                     |
| Tamaño              | 860 aminoácidos    | 854 aminoácidos    | 858 aminoácidos    | 150 aminoácidos    | 87 aminoácidos     | 83 aminoácidos                                      |
| Código de gen       | HGNC PDE6A         | HGNC PDE6B         | HGNC PDE6C         | HGNC PDE6D         | HGNC PDE6G         | HGNC PDE6H                                          |
| Locus               | 5q31.2-q34         | 4p16.3             | 10q24              | 2q35-q36           | 17q21.1            | 12p13                                               |
| HGNCid              | 8785               | 8786               | 8787               | 8788               | 8790               | Archivado el 12 de mayo de 2011 en Wayback Machine. |
| Entrez Gene         | 5145               | 5158               | 5146               | 5147               | 5148               | 5149                                                |
| OMIM                | 180071             | 180072             | 600827             | 602676             | 180073             | 601690                                              |
| RefSeq              | NM_000440          | NM_000283          | NM_006204          | NM_002601          | NM_002602          | NM_006205                                           |
| UniProt             | P16499             | P35913             | P51160             | O43924             | P18545             | Q13956                                              |
| Número EC           | EC 3.1.4.35        | EC 3.1.4.35        | EC 3.1.4.35        | EC 3.1.4.35        | EC 3.1.4.35        | EC 3.1.4.35                                         |

## Presencia en células bastón y células cono
La PDE6 participa en el proceso de transmisión y amplificación de las señales visuales e hidroliza el cGMP en respuesta a estímulos de luz. La PDE6A, PDE6B, PDE6D, PDE6G se expresan en las células bastón y se simbolizan como cadenas α, β, δ y γ respectivamente. En los bovinos estas cadenas forman un complejo enzimático de composición αβγ2δ. Las cadenas α y β son los dominios catalíticos y la cadena γ el dominio inhibidor.
La PDE6C y PDE6H se expresan en las células cono y se simbolizan como cadenas α' y γ. Estas cadenas forman un complejo enzimático de composición α'2γ. Las cadenas α' son los dominios catalíticos y la cadena γ el dominio inhibidor. Después de la estimulación de las células cono por la luz, el pigmento visual de las células cono activa una proteína G heterotrimérica específica de los conos (cono transducina) que activa entonces la PDE6 uniéndose a la cadena γ y anulando la inhibición sobre las cadenas α'. Un proceso similar ocurre en las células bastón. Esta ruta de fototransducción existe en la porción exterior de las células fotorreceptoras, un orgánulo altamente especializado para la detección de la luz y la transducción de la señal visual.

## Relevancia clínica
Los defectos de las isoenzimas de las células bastón PDE6A, PDE6B y PDE6D causan retinosis pigmentaria tipo 43, 40 y 57 respectivamente. La retinosis pigmentaria es una distrofia retinal del grupo de las retinopatías pigmentarias. La retinosis pigmentaria está caracterizada por depósitos de pigmento retinal visibles al examen del fondo de ojo y pérdida primaria de células bastón fotorreceptoras seguida de una pérdida secundaria de células cono fotorreceptoras. Los pacientes típicamente tienen ceguera en visión nocturna y pérdida visual del campo medio-periférico. A medida que la enfermedad progresa, pierden también la visión del campo periférico lejano y eventualmente la visión central.
Los defectos de las isoenzimas de las células cono PDE6C y PDE6H causan distrofia de las células cono tipo 4 y 3A respectivamente. Las distrofias de las células cono son distrofias retinales caracterizadas por la degeneración progresiva de los fotorreceptores de las células cono conservando la función de las células bastón, tal y como indica el electroretinograma. De todas formas, la degradación de las células bastón puede estar presente en algunas distrofias de las células cono, particularmente cuando la enfermedad está avanzada. Los individuos afectados sufren de fotofobia, pérdida de agudeza visual, de visión del color y del campo central. Otro signo es la ausencia de lesiones maculares durante muchos años. Las distrofias de las células cono se distinguen de las distrofias cono-bastón ya que en estas últimas también se produce algo de pérdida de visión periférica.